# Liste der Naturdenkmale in Oberhausen (bei Bad Bergzabern)
Die Liste der Naturdenkmale in Oberhausen nennt die im Gemeindegebiet von Oberhausen ausgewiesenen Naturdenkmale (Stand 23. Mai 2024).

## Ehemalige Naturdenkmale
| Nr. | Bezeichnung | Lage                   | Beschreibung                                    | Bild            |
| --- | ----------- | ---------------------- | ----------------------------------------------- | --------------- |
|     | Winterlinde | Obere Hauptstraße Lage | Tilia cordata; Rechtsverordnung 1993 aufgehoben | Fotos hochladen |